# Присоединение Западной Белоруссии к Белорусской ССР
Присоединение Западной Белоруссии к Белорусской ССР (бел. Далучэнне Заходняй Беларусі да Беларускай ССР) — вхождение Западной Белоруссии в состав Белорусской Советской Социалистической Республики после Польского похода РККА в 1939 году.

## История
В ходе Первой мировой войны распалась Российская империя, на территории Северо-Западного края которой проживали белорусы. Во время Гражданской войны в России была восстановлена польская государственность в виде II Речи Посполитой. Польское государство приступило к восстановлению границ I Речи Посполитой, захватывая земли Украины, Белоруссии и Литвы, а также проводя активную захватническую политику западнее земель бывшего Царства Польского. После советской-польской войны, согласно Рижскому договору от 18 марта 1921 года, Западная Белоруссия оказалась в составе польского государства и, вместе с Западной Украиной, стала частью его «восточных окраин» (kresy wschodnie). В ходе политики «пацификации» польским властям удалось разгромить национально-освободительное движение белорусов, костяк которого составляли левые партии и организации, часть из которых (например, Компартия Западной Белоруссии — КПЗБ) находились в тесной связи с партийными органами БССР. К 1939 году в Западной Белоруссии польские власти ликвидировали последнее учебное заведение на белорусском языке, а до этого покончили с многими легальными изданиями и организациями.
23 августа 1939 года советское правительство заключило с германской стороной Договор о ненападении между Германией и Советским Союзом, более известный как «Пакт Молотова — Риббентропа». Считается, что в соответствии с секретным протоколом к нему «восточные окраины» Польши стали частью «сферы влияния» СССР.
В сентябре 1939 года началась Вторая мировая война и Советский Союз, дождавшись разгрома Германией польских войск и бегства польского правительства, 17 сентября довёл до польского посла Вацлава Гржибовского ноту, в которой проинформировал:
«Советское правительство не может также безразлично относиться к тому, чтобы единокровные украинцы и белорусы, проживающие на территории Польши, брошенные на произвол судьбы, остались беззащитными. Ввиду такой обстановки советское правительство отдало распоряжение Главному командованию Красной армии дать приказ войскам перейти границу и взять под свою защиту жизнь и имущество населения Западной Украины и Западной Белоруссии».
Проинформировав о ноте Польшу и другие страны, 17 сентября Советское правительство отдало приказ РККА перейти польскую границу и занять территории польских «кресов» — Западной Белоруссии и Западной Украины. Данные события известны как Освободительный поход Красной Армии или Польский поход 1939 года. В результате похода уже в сентябре 1939 года Западная Белоруссия была полностью занята Красной Армией и обе части Белоруссии — Восточная (БССР) и Западная (польские «кресы всходние») фактически объединились. В Западной Белоруссии, формально ещё отдельной, стали формироваться Советы и проходить народные собрания, итогом деятельности которых стала подготовка юридического оформления воссоединения.

14 ноября 1939 года Верховный Совет БССР постановил принять Западную Белоруссию в состав БССР. Таким образом территория БССР и её население увеличились почти в два раза. 
4 декабря 1939 года Президиум Верховного Совета СССР издал указ о новом административно-территориальном делении бывшей Западной Белоруссии, территория которой с тех пор была представлена Барановичской, Белостокской, Брестской, Вилейской и Пинской областями. Из них к настоящему времени сохранилась только Брестская область.
По итогом Ялтинской конференции большая часть Западной Белоруссии была закреплена за СССР, в состав Польской Народной Республики была возвращена лишь небольшая часть Белостокского района. В 1991 году БССР была переименована и с тех пор в официальных документах постсоветской республики именуется Республикой Беларусь. Ныне территории бывших Западной Украины и Западной Белоруссии, вошедшие в состав УССР и БССР, являются территориями постсоветских Украины и Белоруссии.

## Оценки
В советской и белорусской историографии до 1980-х годов Воссоединение Западной Белоруссии с БССР однозначно оценивалось как акт освобождения от социального и национального польского гнёта, а также акт исторической справедливости, ликвидация последствий раздела Белоруссии по условиям Рижского мирного договора 1921 года.
Сегодня в общественном мнении и официальной историографии Белоруссии господствует позитивное восприятие воссоединения. Накануне 70-летия воссоединения представители белорусской общественности предложили властям признать 17 сентября как «День воссоединения белорусского народа», внести дату в календарь официальных праздников, а также в календарь памятных дат Союзного государства Белоруссии и России. По итогам десятков таких обращений в различные госорганы Белоруссии и России, к руководству Союзного государства и президентам положительного решения принято не было.
Власти Белоруссии стараются не замечать связь 17 сентября с событиями осени 1939 года. Лишь однажды,17 сентября 2009 года президентская пресс-служба опубликовала официальное поздравление Александра Лукашенко с 70-й годовщиной воссоединения Западной Белоруссии с Белорусской Советской Социалистической Республикой. В поздравлении было сказано:
«17 сентября 1939 года начался освободительный поход Красной Армии, целью которого была защита оставленного на произвол судьбы белорусского и украинского населения на территории Польши в условиях германского вторжения и развязывания Второй мировой войны. Это не только укрепило безопасность СССР, но и стало важным вкладом в борьбу против фашистской агрессии. Несмотря на различные мнения и оценки событий, связанных с этой датой, бесспорен факт: в результате военной операции произошло воссоединение искусственно разделенного белорусского народа, что явилось актом исторической справедливости. На освобожденных землях были созданы условия для строительства новой жизни. Белорусы получили возможность развивать государственность в рамках единого национально-территориального образования».
До и после юбилея 2009 года власти Республики Беларусь не поздравляли граждан с воссоединением белорусского народа и его земель. Характерным примером стало поведение властей в 2016 году: государственные СМИ не уделили внимания 77-летию события, на местном уровне (в частности, в Гродно и Бресте) прошли официальные мероприятия по другим поводам.
В 77-ю годовщину начала Освободительного похода РККА, 17 сентября 2016 года на ул. Интернациональной в Минске состоялось собрание белорусской общественности, по итогам которого было заявлено о создании гражданской инициативы «Комитет 17 сентября». Комитет распространил заявление, в котором говорилось:
«Мы, белорусы, представители разных поколений и политических убеждений, едины в одном: необходимо добиваться восстановления памятной даты 17 сентября и добиваться признания её государственным праздником в Республики Беларусь, а также памятной датой Союзного государства как Дня воссоединения белорусского народа».
В 2021 году 17 сентября было объявлено в Белоруссии ежегодно отмечаемым государственным праздником — «Днём народного единства» (не выходным днём).